# 琴葉とこ
琴葉 とこ（ことは とこ、1994年8月4日 - ）は、日本の女性漫画家。代表作に『メンヘラちゃん』がある。

## 来歴
不登校をテーマとした著者の自伝である『学校に行かなくなった日』によると、小学校1年から3年の終わりまでは京都の小学校に通っていた。小学校では男子のグループから「ブス」や「泣き虫」という罵声を浴びせられるなどのいじめを受け、小学校1年生から既に学校に登校することが苦痛であった。「この頃 私は学校が嫌いだった、この頃 私は私が嫌いだった」と本書で述懐している。いじめを行う男子のグループに対して定規で反撃し、負傷させたこともあったという。
小学校2年生のときから週に1回のペースで登校を拒否するようになる。体温計をこすって、摩擦熱によって熱を出すという本人のいうところの「擬似熱」によって、仮病をたびたび用いていた。学校を休んだ日には、ゲームや漫画を読むなどして過ごした。
小学校3年生のときは、昼休みは1人で自分の座席でお絵かきに没頭し、帰りも1人で下校するなど、孤独に過ごすことが多かった。小学校2年生まで仲の良かった唯一の友達が転校したことも影響した。だが、このころから男子から受けていたいじめはなくなり、1日おきに休んでいた学校もほぼ毎日通えるようになって、不登校も徐々に治りつつあった。クラスで新たに2人の友達もでき、学校に慣れて少しずつ楽しくなってきたという。
小学校3年の3月に父親の仕事の都合により、京都府を離れ神奈川県へと引っ越す。
小学校4年生のときに、神奈川県の小学校に転校し、やがて周囲に溶け込んで友達もでき、GW頃までは学校を休むことはなかった。だが、GWに家族で遊園地に行ったとき体調を崩した日を境に、吐き気や腹痛などの体調不良を訴えるようになり、何を食べてもすぐに嘔吐するようになった。医師からは自律神経失調症の診断を受けた。
小学校4年のときから学校に行くと吐き気や腹痛がするようになり、中学3年まで不登校であった。人と接するのが苦手で、死んでしまいたいという気持ちがあったという。13歳のころは、パジャマで泣きじゃくりながら自宅のベランダの手すりに足を引っ掛けて、自殺を決行しようとしたこともあった。
代表作である『メンヘラちゃん』の構想自体は小学6年頃からあり、中学2年のときに作品に着手し、スケッチブックに描いた漫画を自身のホームページに掲載するようになる。ちょうどホームページ上での連載が終わったのが中学卒業のときであった。同じころネットで漫画を読んでいた編集者から声がかかり、足掛け2年間の書き直しを経て2012年の10月に上下2巻の出版に至る。
2010年4月からカオス*ラウンジに参加。2011年には、カオス*ラウンジ参加アーティストとしてデザインを担当したiPhoneケースが発売された。2011年8月、カオス*ラウンジを脱退。
2014年7月6日、母校である神奈川県立厚木清南高校で講演を行った。

## 死去をめぐる情報について
2019年5月13日に友人のなほるるのnoteでは、2018年7月5日死去していたと記述された。その前日に開催されたCOMITIA128では、なほるる、しぐまごまらによる同人誌『あの部屋と缶ビール』が頒布され、同月には通信販売も行われた。2019年6月にはPDF版も有料販売された。
ただし、死去の情報は肉親が直接発信したものではなく、友人が発信している情報に過ぎないため、事実確認が不可能な状態である点に留意する必要がある。2021年10月23日現在も、肉親や出版社などから公式な発表は行われていない。
また、Wayback MachineにあるTwitterのアーカイブでは、2018年9月22日では位置情報が「ここはどこ？ことはとこ！！」と設定されていたが、なほるるが死去後とする2020年5月23日には位置情報が「ここはどこ？ことはとこ！！島の名前は『こんぺいとう』」に変更されている。

## 作品

### 連載
- バージンコンプレックス（ヤングコミックチェリー：2013年6月号 - 9月号）[14]
- 透明のココロ（Champion タップ!：2013年7月 - 2014年12月）[15]

### 読み切り
- 自殺OKくん（ヤングチャンピオン烈：No.11）[16]
- 女装くんと男装ちゃん＋α（チェンジH peach）[17]
- まほうのあずさちゃん（チャンピオンRED：2013年7月号）[18]

### 書籍
- メンヘラちゃん（全2巻）
- 学校に行かなくなった日（コミックエッセイ）